# Beaver (Automarke)
Beaver war eine britische Automarke.

## Markengeschichte
Gordon Summers gründete 1984 Kit Cars International in Barnsley in der Grafschaft South Yorkshire. Er begann mit der Produktion von Automobilen und Kits. Der Markenname lautete Beaver. Richard Oakes war am Design beteiligt. John Ingram war für das Fiberglas zuständig. 1985 endete die Produktion zunächst.
Steve Barwell gründete 1991 das Unternehmen Beaver Coach Works in South Woodham Ferrers in der Grafschaft Essex. Er übernahm das Beaver-Projekt von Kit Cars International. Der Markenname lautete weiterhin Beaver. 1992 endete die Produktion. Insgesamt entstanden etwa 48 Exemplare.

## Fahrzeuge
Die Basis der Fahrzeuge bildete ein Fahrgestell aus Stahl. Darauf wurde eine Karosserie aus Fiberglas montiert. Es war ein kleiner zweitüriger Kombinationskraftwagen. Viele Teile wie Windschutzscheibe, Türen, Vierzylindermotor und Antrieb kamen vom Ford Escort.